# Vent Baja
La serie Vent Baja è la serie Enduro di cilindrata minore della Honda per l'Italia.

## Descrizione
Per la precisione le cilindrate trattate sono 50 e 125, di cui la prima del tipo 2 tempi con motorizzazione Minarelli, mentre la seconda con motore a 4 tempi.
Le due cilindrate sono disponibili in doppio allestimento, quello base "Baja" e quello di qualità superiore "Baja RR", di cui la differenza maggiore si ha al sistema di ammortizzazione posteriore, per la versione base era a collegamento diretto, mentre per la versione RR è tramite leveraggi.